# Група Семи островів
Група Семи островів (норв. Sjuøyane) — найпівнічніша група островів у архіпелазі Свальбард. Група Семи островів піддається впливу як північних широт, так і останніх подихів Гольфстриму. «Сім островів» є частиною природного заповідника норв. Nordaust-Svalbard naturreservat. «Сім островів» були вперше позначені на карті голландцем Хендріком Донкером (1663).

## Список
Група включає 7 островів: 
норв. Phippsøya (26 км²)
норв. Parryøya (20 км²)
норв. Martensøya (19 км²)
норв. Waldenøya (0.5 км²)
норв. Tavleøya (0.5 км²)
норв. Vesle Tavleøya (0.3 км²)
норв. Nelsonøya (0.1 км²)
Група також включає кілька маленьких острівців (у т.ч. норв. Rossøya — найпівнічніший з архіпелагу, площею 0.0782 км²) і шхерів.

## Галерея

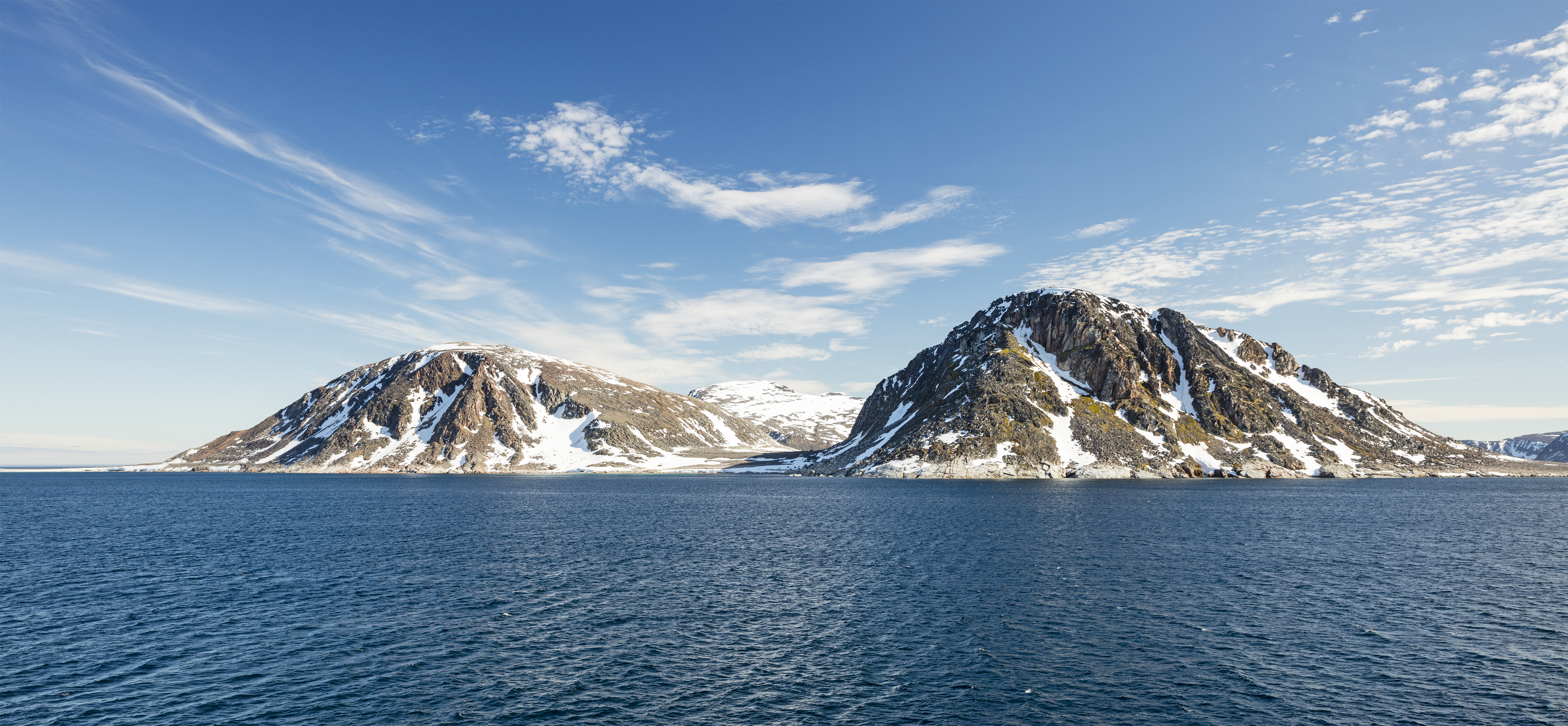
норв. Phippsøya у 2016 році
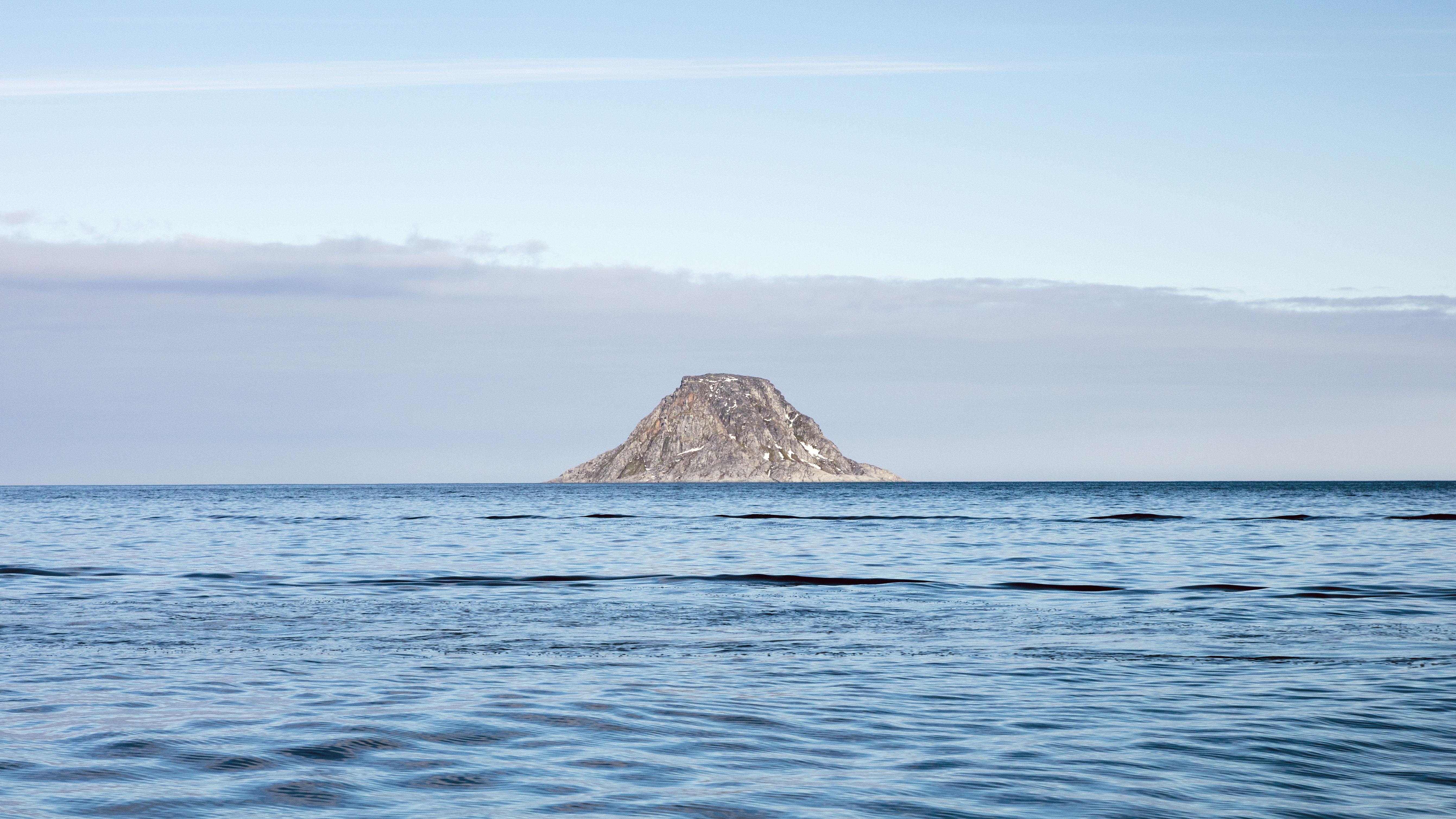
норв. Tavleøya у 2016 році
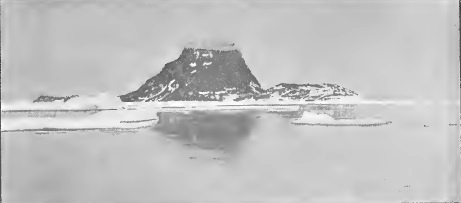
норв. Rossøya (далі лівіше) й норв. Vesle Tavleøya у 1898 році